# Maurício Gugelmin
Maurício Gugelmin (Joinville, Santa Catarina; 20 de abril de 1963) es un expiloto brasileño de Fórmula 1 de finales de los años 1980 y principios de los 90. Participó en 80 Grandes Premios, debutando el 3 de abril de 1988, y logró un total de 10 puntos.
Tanto Gugelmin como su compañero de equipo Ivan Capelli clasificaban en la mitad alta de la parrilla, pero ambos tenían problemas antes de completar una vuelta, lo cual derivaba de la naturaleza rápida pero frágil de muchos equipos de la época.
Su mejor resultado fue la tercera posición lograda en el Gran Premio de Brasil de 1989.
También pilotó en CART entre 1993 y 2001, habitualmente para el equipo PacWest, a menudo como compañero del también piloto de Fórmula 1 Mark Blundell. Logró una única victoria en 1997 en el Gran Premio de Vancouver. Aquel año finalizó en la cuarta posición en el campeonato. En dicho certamen obtuvo en total ocho podios y 18 top 5, así como un sexto puesto en las 500 Millas de Indianápolis de 1995.
Gugelmin ostenta el récord mundial de velocidad en una vuelta oficial de competición, logrado en una calificación en el circuito California Speedway en 1997 al alcanzar los 387,7586 km/h (240,942 mph). 
Se retiró en 2001 tras un año traumático en el que sufrió la pérdida de su hijo.

## Resultados

### Fórmula 1
(Clave) (negrita indica pole position) (cursiva indica vuelta rápida)

| Año     | Escudería                      | 1       | 2       | 3       | 4       | 5       | 6       | 7       | 8       | 9       | 10      | 11      | 12      | 13      | 14      | 15      | 16      | Pos. | Puntos |
| ------- | ------------------------------ | ------- | ------- | ------- | ------- | ------- | ------- | ------- | ------- | ------- | ------- | ------- | ------- | ------- | ------- | ------- | ------- | ---- | ------ |
| 1988    | Leyton House March Racing Team | BRA Ret | SMR 15  | MON Ret | MEX Ret | CAN Ret | USE Ret | FRA 8   | GBR 4   | GER 8   | HUN 5   | BEL Ret | ITA 8   | POR Ret | ESP 7   | JPN 10  | AUS Ret | 13.º | 5      |
| 1989    | Leyton House Racing            | BRA 3   | SMR Ret | MON Ret | MEX DNQ | USA DSQ | CAN Ret | FRA NC  | GBR Ret | GER Ret | HUN Ret | BEL 7   | ITA Ret | POR 10  | ESP Ret | JPN 7   | AUS 7   | 16.º | 4      |
| 1990    | Leyton House                   | USA 14  | BRA DNQ | SMR Ret | MON DNQ | CAN DNQ | MEX DNQ | FRA Ret | GBR DNS | GER Ret | HUN 8   | BEL 6   | ITA Ret | POR 12  | ESP 8   | JPN Ret | AUS Ret | 18.º | 1      |
| 1991    | Leyton House                   | USA Ret | BRA Ret | SMR 12  | MON Ret | CAN Ret | MEX Ret | FRA 7   | GBR Ret | GER Ret | HUN 11  | BEL Ret | ITA 15  | POR 7   | ESP 7   | JPN 8   | AUS 14  | NC   | 0      |
| 1992    | Sasol Jordan Yamaha            | RSA 11  | MEX Ret | BRA Ret | ESP Ret | SMR 7   | MON Ret | CAN Ret | FRA Ret | GBR Ret | GER 15  | HUN 10  | BEL 14  | ITA Ret | POR Ret | JPN Ret | AUS Ret | NC   | 0      |
| Fuente: |                                |         |         |         |         |         |         |         |         |         |         |         |         |         |         |         |         |      |        |